# أليف زكريا
محمد أليف بن زكريا (مواليد 24 يونيو 1998) هو لاعب كرة قدم محترف ماليزي يلعب كمدافع لدوري ماليزيا الممتاز في نادي ترغكانو. ولد في كامبونج بايا داتو، مانير، كوالا ترغكانو، ذهب أليف إلى سيكولا مينينغاه كيبانغسان جيرام.